# Trimalaconothrus opisthoseta
Trimalaconothrus opisthoseta är en kvalsterart som beskrevs av Hammer 1966. Trimalaconothrus opisthoseta ingår i släktet Trimalaconothrus och familjen Malaconothridae. Inga underarter finns listade i Catalogue of Life.